# Брезніца-Окол (комуна)
Брезніца-Окол (рум. Breznița-Ocol) — комуна у повіті Мехедінць в Румунії. До складу комуни входять такі села (дані про населення за 2002 рік):
- Брезніца-Окол (1864 особи)
- Жидоштіца (1022 особи)
- Магеру (959 осіб)
- Шушица (278 осіб)

Комуна розташована на відстані 277 км на захід від Бухареста, 5 км на північний захід від Дробета-Турну-Северина, 102 км на північний захід від Крайови.

## Населення
За даними перепису населення 2002 року у комуні проживали 4123 особи. Усі жителі комуни рідною мовою назвали румунську.
Національний склад населення комуни:
| Національність | Кількість осіб | Відсоток |
| -------------- | -------------- | -------- |
| румуни         | 4084           | 99,1%    |
| цигани         | 39             | 0,9%     |

Склад населення комуни за віросповіданням:
| Релігія       | Кількість осіб | Відсоток |
| ------------- | -------------- | -------- |
| православні   | 4088           | 99,2%    |
| п'ятдесятники | 16             | 0,4%     |
| баптисти      | 15             | 0,4%     |
| лютерани      | 3              | 0,1%     |
| реформати     | 1              | < 0,1%   |